# Jovanja
Jovanja (en serbe cyrillique : Јовања) est un village de Serbie situé sur le territoire de la Ville de Valjevo, district de Kolubara. Au recensement de 2011, il comptait 271 habitants.

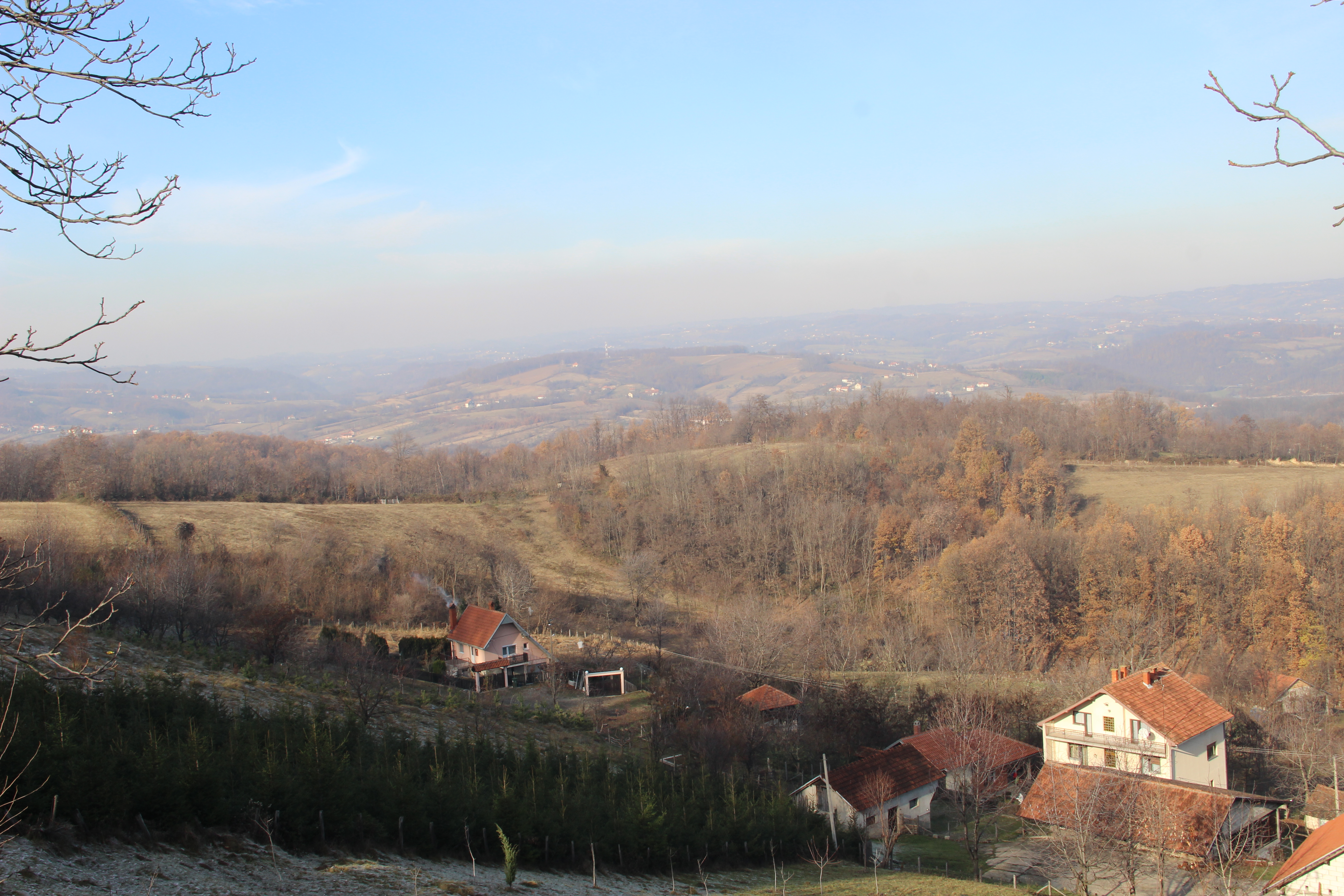
Jovanja - panorama
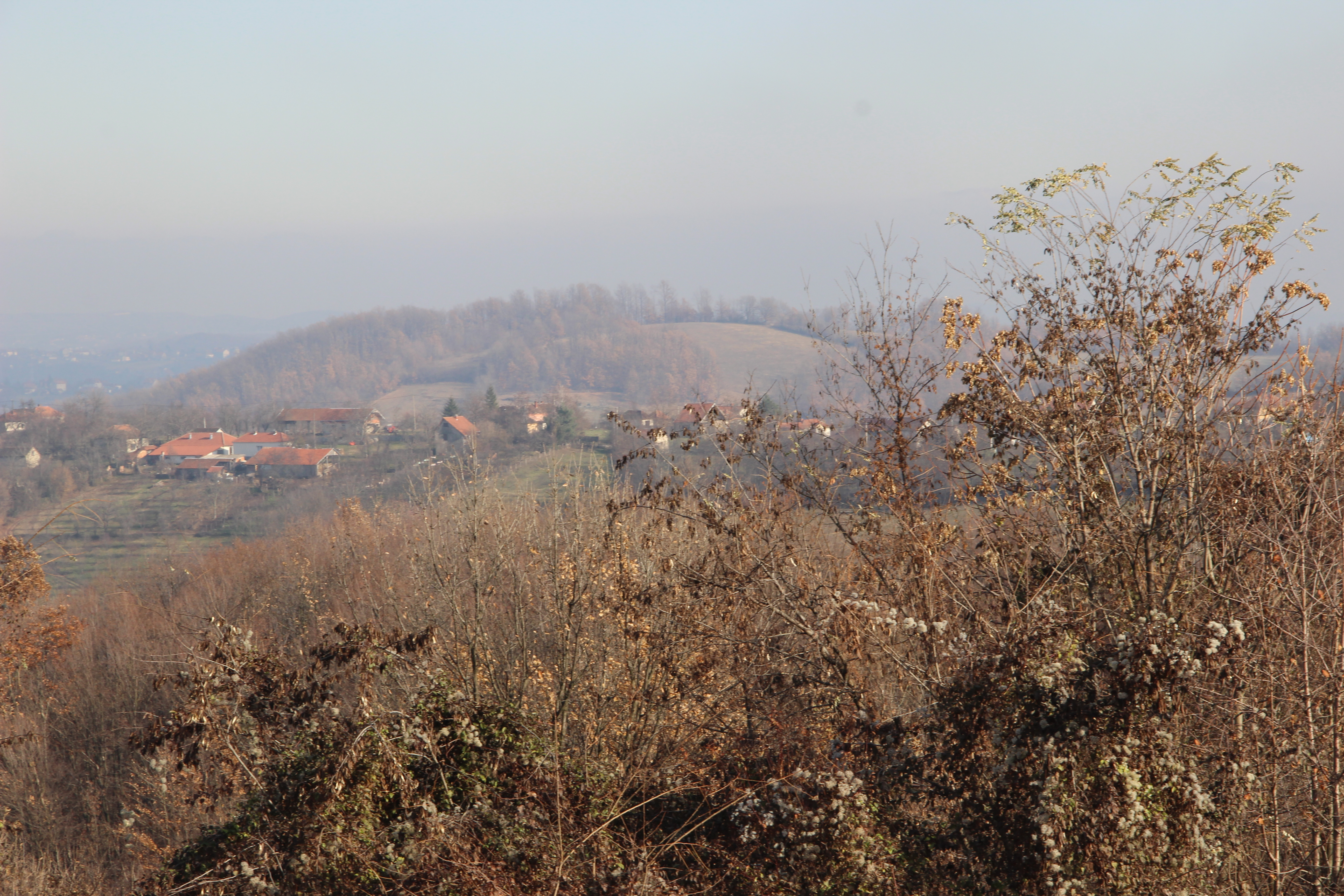
Jovanja - panorama
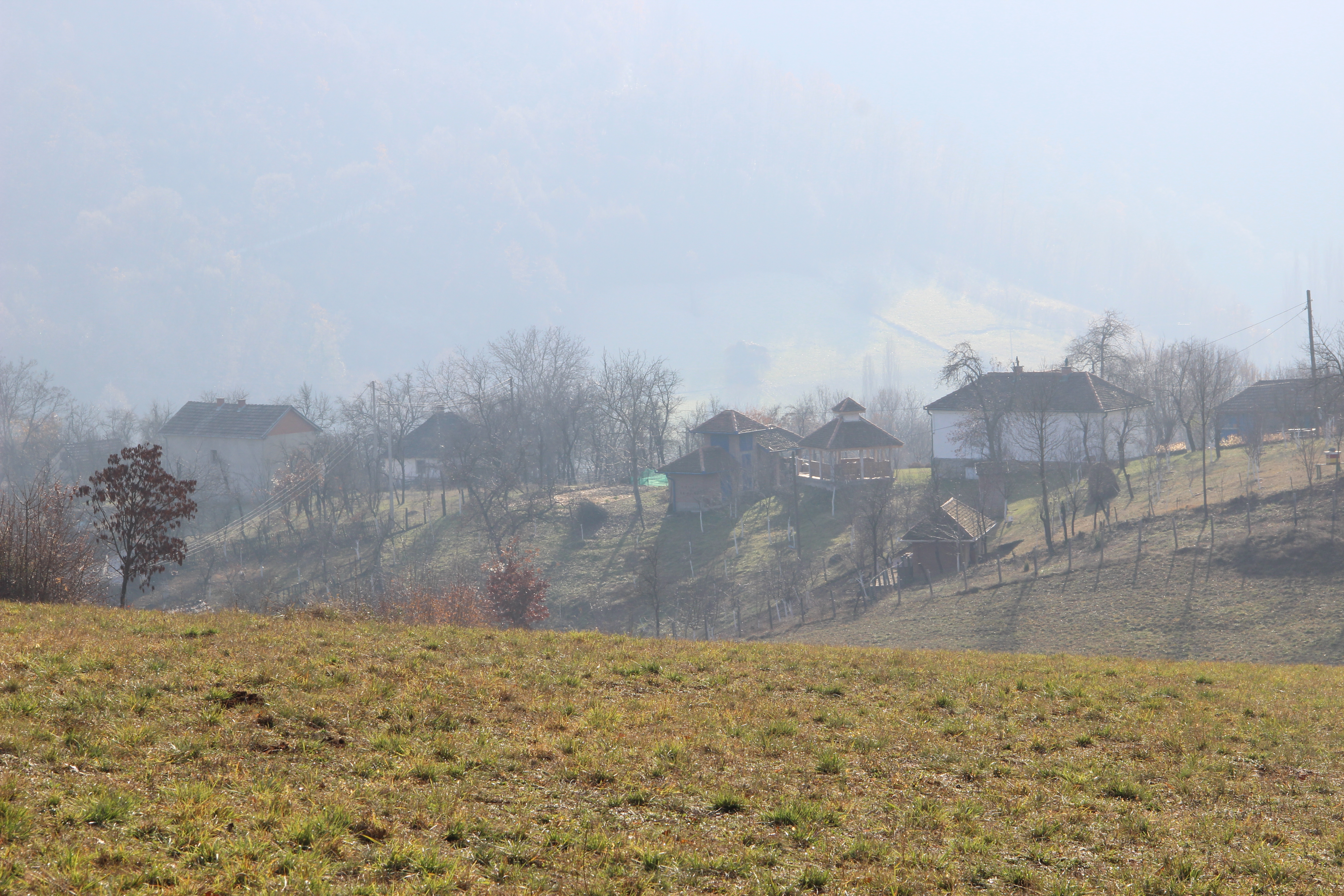
Jovanja - panorama
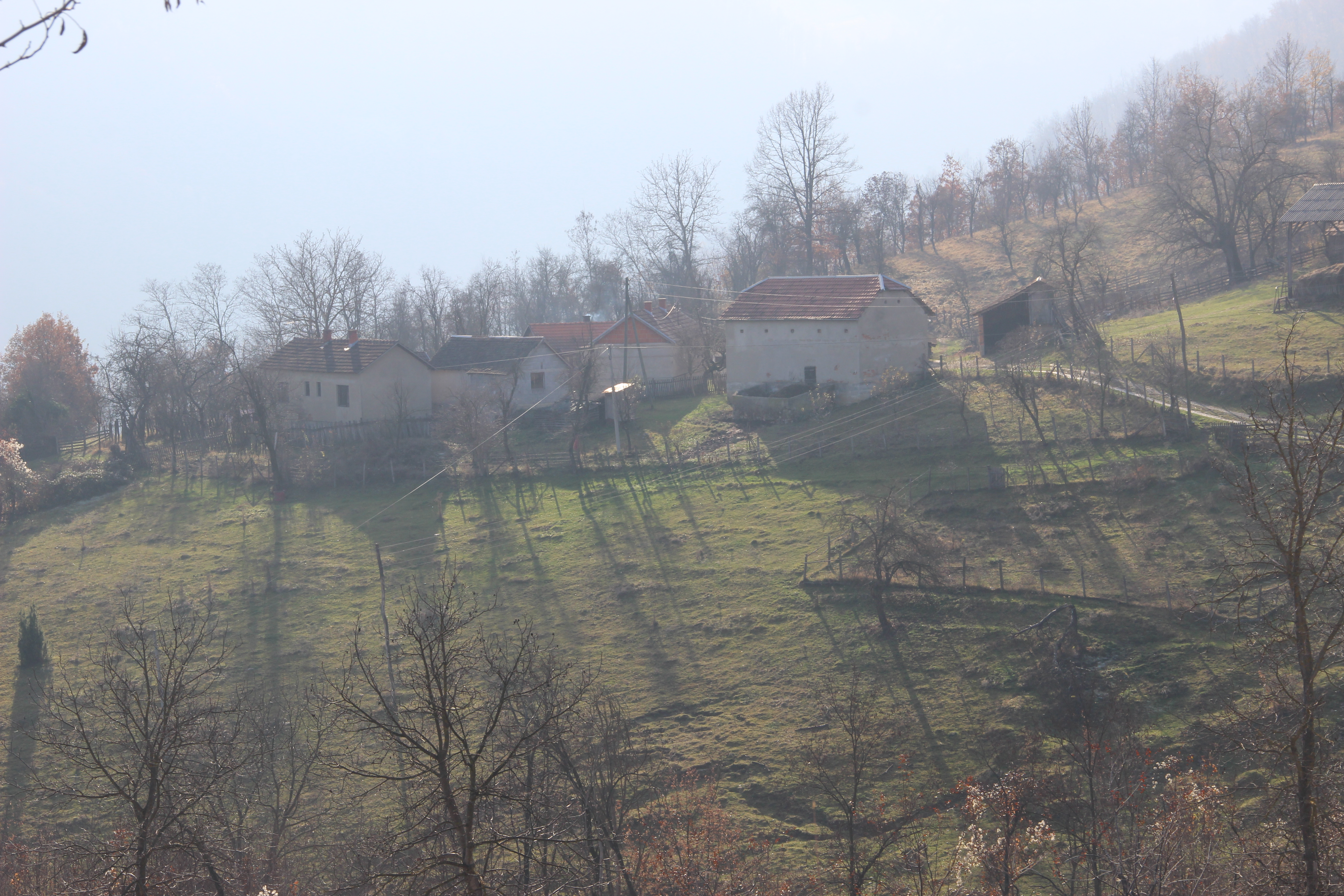
Jovanja - panorama
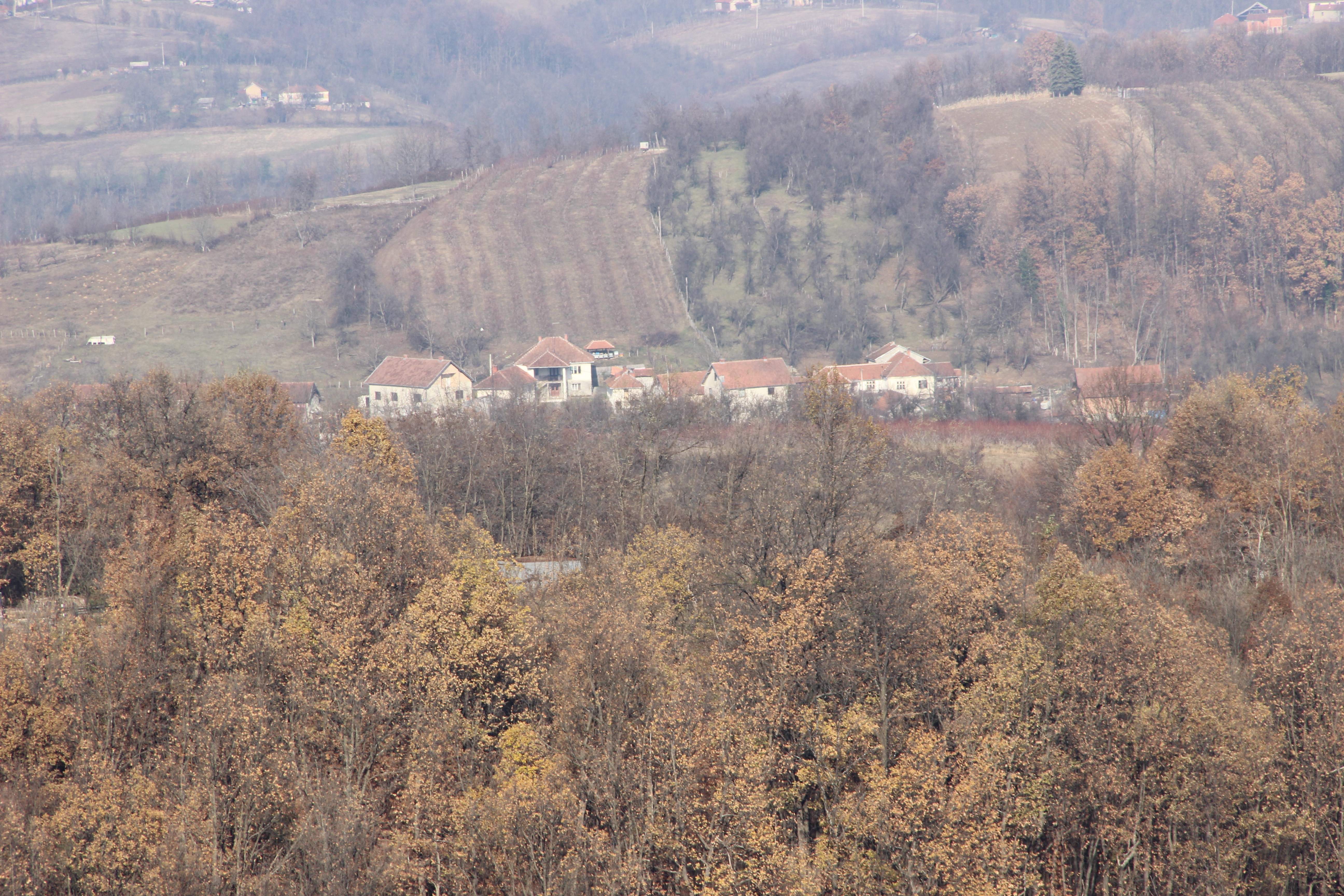
Jovanja - panorama
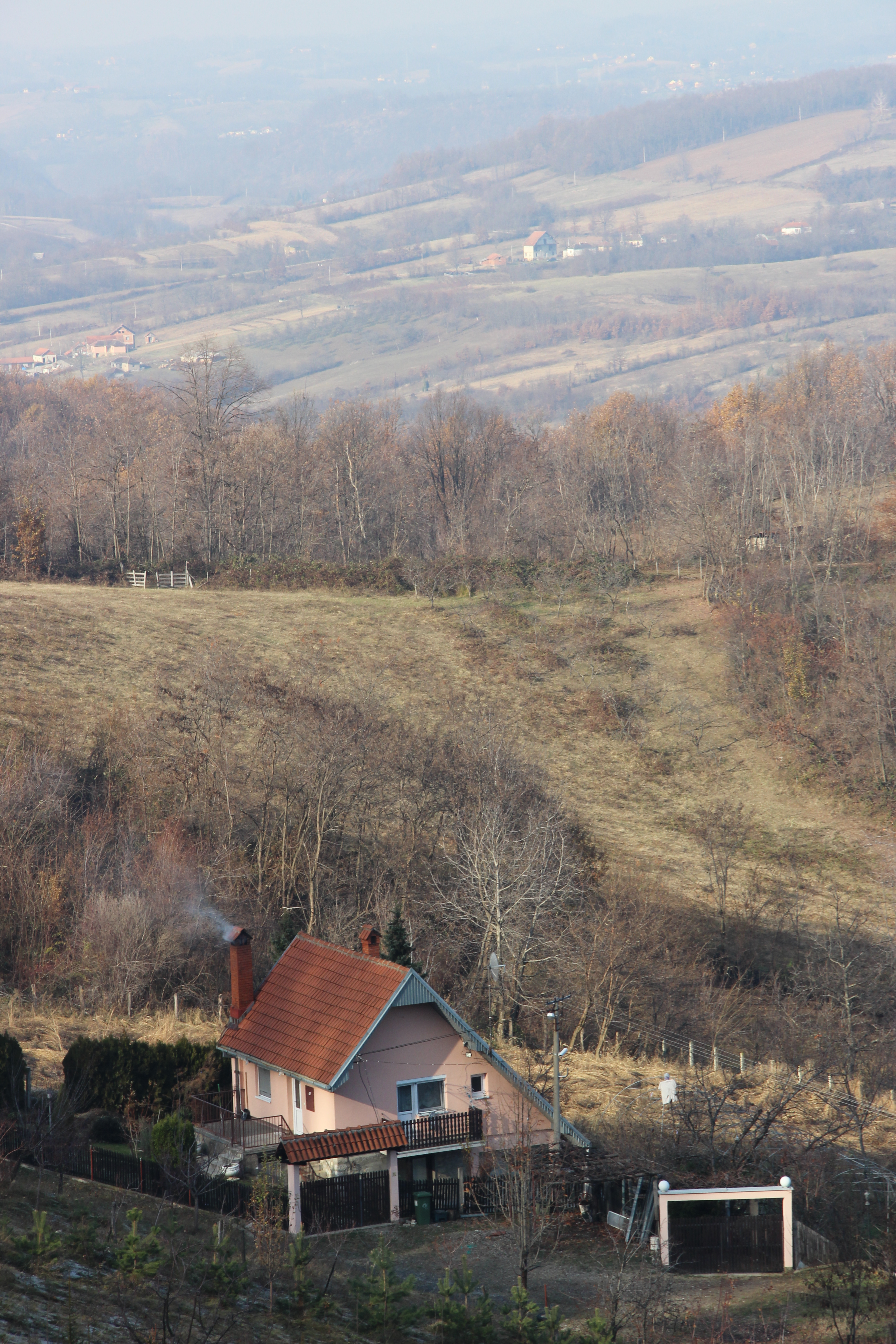
Jovanja - panorama
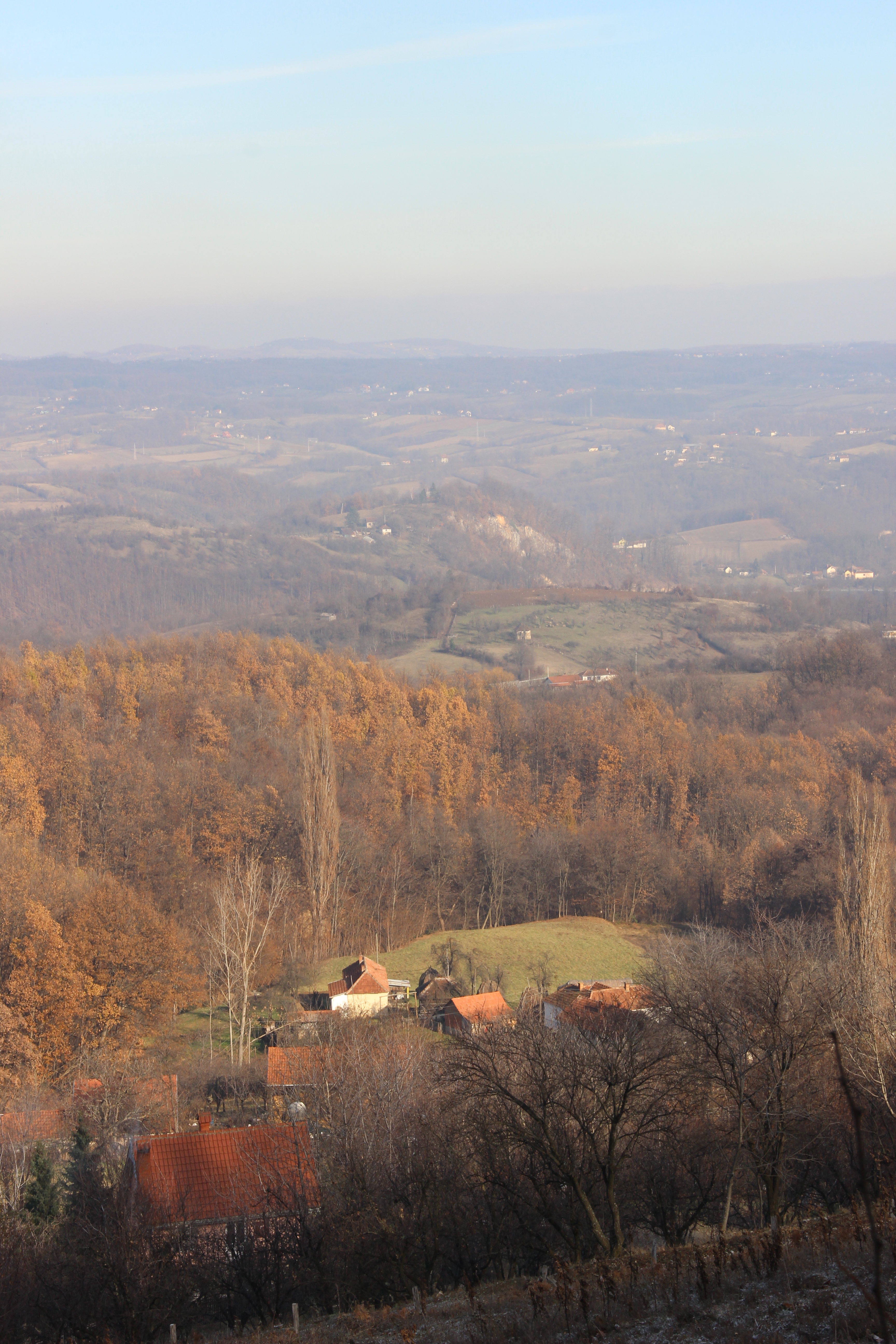
Jovanja - panorama

## Démographie
| 1948 | 1953 | 1961 | 1971 | 1981 | 1991 | 2002 | 2011 |
| ---- | ---- | ---- | ---- | ---- | ---- | ---- | ---- |
| 573  | 574  | 523  | 461  | 408  | 367  | 310  | 271  |

|  |